# 苏代 (马恩省)
苏代（法語：Soudé，法語發音：[sude] ⓘ）是法国马恩省的一个市镇，位于该省南部，属于维特里勒弗朗索瓦区。

## 地理
苏代（48°44'22"N, 4°18'41"E）面积31.94 平方千米，位于法国大東部大區马恩省，该省份为法国东北部内陆省份，北起阿登省，西北接埃纳省，西南接塞纳-马恩省，南至奥布省，东南接上马恩省，东临默兹省。
与苏代接壤的市镇（或旧市镇、城区）包括：普瓦夫尔、科勒、多马坦莱特雷、福-韦西尼厄勒、索姆苏、松皮。

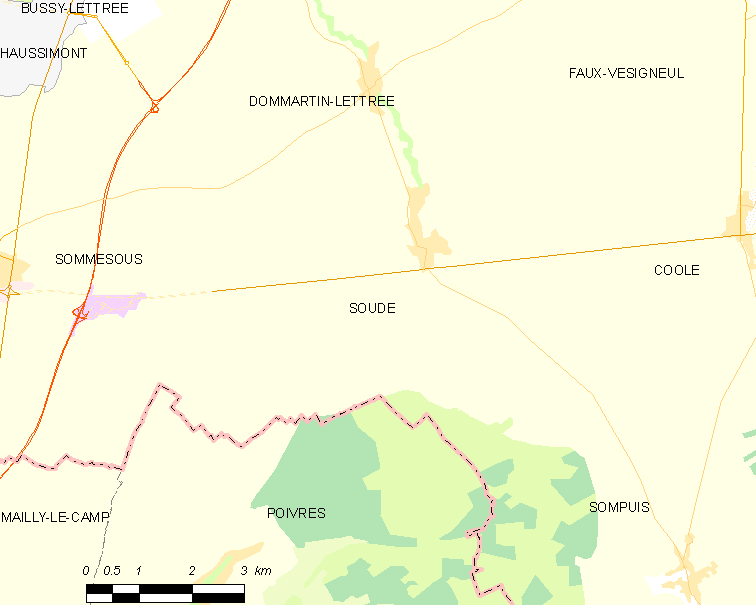
的OSM定位图

苏代的时区为UTC+01:00、UTC+02:00（夏令时）。

## 行政
苏代的邮政编码为51320，INSEE市镇编码为51555。

## 政治
苏代所属的省级选区为香槟沙隆第三县。

## 人口

1962-2008年间人口变化图示

苏代于2022年1月1日时的人口数量为152人。